# Paratorchus
Paratorchus – rodzaj chrząszczy z rodziny kusakowatych i podrodziny Osoriinae.
Chrząszcze o walcowatym ciele długości od 2,3 do 5,5 mm, ubarwionym głównie rudobrązowo lub brązowawoczarno, a żółto u osobników nie w pełni wybarwionych (teneralnych). Wierzch ciała ma siateczkowatą mikrorzeźbę i umiarkowany połysk. Głowa, przedplecze, pokrywy i odwłok mają rzadkie do umiarkowanie gęstego owłosienie, na które składają się krótsze szczecinki okrywowe i dłuższe szczecinki zmysłowe. Głowa jest z wierzchu delikatnie punktowana, wyposażona w niewielkie oczy. Przedplecze jest szersze niż długie, dłuższe od pokryw, punktowane. Przedpiersie ma mały wyrostek międzybiodrowy. Pokrywy są szersze niż długie. Skrzydła tylnej pary są zredukowane. Na śródpiersiu drobne żeberko przechodzi w wyrostek międzybiodrowy. Samiec ma smukłe lub buławkowate paramery, tępy do spiczastego czubek edeagusa i zwykle ma w aparacie kopulacyjnym wyrostek boczny. Samicę charakteryzuje co najwyżej słabo zesklerotyzowana spermateka. 
Owady endemiczne dla Nowej Zelandii, znane z Wyspy Północnej i Wyspy Południowej. Spotykane są w podłożu lasów, zwłaszcza o rodzimej szacie roślinnej.
Rodzaj ten wprowadzony został w 1982 roku przez H. Pauline McColl pod nazwą Paratrochus, jednak nazwa ta była już zajęta przez mięczaka i w 1984 autorka nadała mu nową nazwę Paratorchus. Należą tu następujące gatunki:

- Paratorchus aculeatus (McColl, 1982)
- Paratorchus alifer (McColl, 1982)
- Paratorchus angulatus (McColl, 1982)
- Paratorchus angustus (McColl, 1982)
- Paratorchus anophthalmus (Fauvel, 1900)
- Paratorchus arrowi (Bemhauer, 1939)
- Paratorchus bifurcatus (McColl, 1982)
- Paratorchus brevipennis (Broun, 1893)
- Paratorchus brevisetis (McColl, 1982)
- Paratorchus bucinifer (McColl, 1982)
- Paratorchus caecus (Broun, 1910)
- Paratorchus curvisetis (McColl, 1982)
- Paratorchus decipiens (McColl, 1982)
- Paratorchus falcifer (McColl, 1982)
- Paratorchus fiordensis (McColl, 1982)
- Paratorchus flexuosus (McColl, 1982)
- Paratorchus foveatus (McColl, 1982)
- Paratorchus grandis (McColl, 1984)
- Paratorchus hamatus (McColl, 1982)
- Paratorchus helmsi (Fauvel, 1900)
- Paratorchus hermes (McColl, 1982)
- Paratorchus homerensis (McColl, 1982)
- Paratorchus humilis (McColl, 1982)
- Paratorchus insuetus (McColl, 1982)
- Paratorchus maritimus (McColl, 1984)
- Paratorchus microphthalmus (Fauvel, 1900)
- Paratorchus minutus (McColl, 1984)
- Paratorchus monstrosus (Bemhauer, 1939)
- Paratorchus parvulus (McColl, 1982)
- Paratorchus pelorensis (McColl, 1982)
- Paratorchus phaseolinus (McColl, 1982)
- Paratorchus pubescens (McColl, 1982)
- Paratorchus relictus (McColl, 1982)
- Paratorchus retroflexus (McColl, 1982)
- Paratorchus scaputifer (McColl, 1982)
- Paratorchus tardus (McColl, 1982)
- Paratorchus tricarinatus (McColl, 1982)
- Paratorchus trivialis (McColl, 1982)
- Paratorchus tubifer (McColl, 1982)
- Paratorchus vagepunctus (Fauvel, 1900)